# Austrodaphnella alcestis
Austrodaphnella alcestis é uma espécie de gastrópode do gênero Austrodaphnella, pertencente a família Raphitomidae.